# Farní sbor Českobratrské církve evangelické v Prostějově
Farní sbor Českobratrské církve evangelické v Prostějově je sborem Českobratrské církve evangelické v Prostějově. Sbor spadá pod Moravskoslezský seniorát.
Sbor byl založen roku 1921.
Farářem sboru je Kamil Vystavěl, kurátorem sboru Dan Ryšavý.

## Faráři sboru
- Rostislav Chlubna (1969–1990)
- Rostislav Chlubna (1991–1992)
- Petr Pivoňka (1997–2006)
- Jan Jun (2007–2019)
- Kamil Vystavěl (od 2020)